# 橙尾犬牙鱂
橙尾犬牙鱂，為輻鰭魚綱鯉齒目鰕鱂亞目溪鱂科的其中一種，為熱帶淡水魚，分布於中美洲墨西哥、貝里斯、瓜地馬拉、尼加拉瓜淡水流域，體長可達6.5公分，棲息在底中層水域，生活習性不明，可做為觀賞魚。

## 擴展閱讀
維基物種上的相關：橙尾犬牙鱂